# 1869 في الولايات المتحدة
فيما يلي قوائم الأحداث التي وقعت خلال عام 1869 في الولايات المتحدة.

## سياسة

### تعيين في المنصب
- 1 يناير – جون تومسون هوفمان حاكم نيويورك [الإنجليزية]‏.
- 11 يناير – جون أم .بالمر حاكم إلينوي [الإنجليزية]‏.
- 4 مارس – توماس فرنسيس بايارد عضو مجلس الشيوخ الأمريكي.
- 4 مارس – جوليا غرانت السيدة الأولى للولايات المتحدة.
- 4 مارس – جيمس جي بلين الناطق باسم مجلس النواب الأمريكي.
- 4 مارس – جيمس نوبل تاينر عضو مجلس النواب الأمريكي.
- 4 مارس – كارل شورتز عضو مجلس الشيوخ الأمريكي.
- 4 مارس – يوليسيس جرانت رئيس الولايات المتحدة.
- 5 مارس – إبينيزر آر هور نائب عام الولايات المتحدة.
- 5 مارس – إليهو ب. واشبورن وزير الخارجية الأمريكي.
- 5 مارس – جاكوب دولسون كوكس وزير داخلية الولايات المتحدة.
- 5 مارس – جون كريسويل مدير مكتب البريد العام في الولايات المتحدة [الإنجليزية]‏.
- 17 مارس – هاميلتون فيش وزير الخارجية الأمريكي.
- 25 أكتوبر – ويليام وورث بيلناب وزير حرب الولايات المتحدة.

### انتهاء فترة المنصب
- 6 يناير – هنري هاولاند كرابو حاكم ميشيغان [الإنجليزية]‏.
- 7 يناير – ألكسندر بولوك حاكم ماساتشوستس [الإنجليزية]‏.
- 11 يناير – نحميا غرين حاكم كانساس [الإنجليزية]‏.
- 26 فبراير – آرثر إنجرام بورمن حاكم فرجينيا الغربية  [لغات أخرى]‏.
- 3 مارس – جيمس ف. ويلسون عضو مجلس النواب الأمريكي.
- 3 مارس – سكايلر كولفاكس الناطق باسم مجلس النواب الأمريكي،عضو مجلس النواب الأمريكي.
- 3 مارس – فردريك تيودور فريلينغهسين عضو مجلس الشيوخ الأمريكي.
- 3 مارس – لوت م موريل عضو مجلس الشيوخ الأمريكي.
- 3 مارس – هيو مكولوتش وزير الخزانة الأمريكي.
- 4 مارس – أندرو جونسون رئيس الولايات المتحدة.
- 4 مارس – إليزا جونسون السيدة الأولى للولايات المتحدة.
- 4 مارس – توماس أندروز هندريكس عضو مجلس الشيوخ الأمريكي.
- 4 مارس – جدعون ويلز الأمين العام.
- 4 مارس – وليام ماكسويل إيفرتس نائب عام الولايات المتحدة.
- 4 مارس – ويليام سيوارد وزير الخارجية الأمريكي.
- 4 مارس – يوليسيس جرانت القائد العام لجيش الولايات المتحدة.
- 6 مارس – إليهو ب. واشبورن عضو مجلس النواب الأمريكي،وزير الخارجية الأمريكي.
- 13 مارس – جون سكوفيلد وزير حرب الولايات المتحدة.
- 25 مايو – أمبروز برنسايد حاكم رود آيلاند [الإنجليزية]‏.

## مواليد

### يناير
- 1 يناير – نيك كوغلي
- 15 يناير – بوب هنتنغتون لاعب كرة مضرب أمريكي.
- 15 يناير – روبي لافوون سياسي أمريكي.
- 31 يناير – جون كونكل سمول عالم نبات أمريكي.

### فبراير
- 27 فبراير – هنري تشاندلر كاولز عالم نبات أمريكي.

### مارس
- 7 مارس – بيرثا تاونسند لاعبة كرة مضرب من الولايات المتحدة.
- 10 مارس – وارن غرين سياسي أمريكي.

### أبريل
- 5 أبريل – فرانك ه فونك سياسي أمريكي.
- 8 أبريل – هارفي كوشينغ
- 28 أبريل – كليمنت كالهون يونغ سياسي من الولايات المتحدة الأمريكية.

### مايو
- 23 مايو – أدلبرت ألثوز
- 23 مايو – أوليفيا وارد بوش كاتب أمريكي.

### يونيو
- 1 يونيو – إرنست فوكس نيكولز
- 8 يونيو – فرانك لويد رايت مهندس معماري من الولايات المتحدة الأمريكية.
- 25 يونيو – آدم جيم كليف سياسي أمريكي.
- 28 يونيو – آن غولدثويت

### سبتمبر
- 19 سبتمبر – أنتوني فيالا مستكشف أمريكي.
- 19 سبتمبر – بين توربين ممثل أمريكي.
- 26 سبتمبر – وينسر مكاي
- 28 سبتمبر – إلين هانسل لاعبة كرة مضرب من الولايات المتحدة.

### أكتوبر
- 20 أكتوبر – جون كامبل مريام
- 27 أكتوبر – وليام دود

### ديسمبر
- 6 ديسمبر – جيريت ميلر
- 13 ديسمبر – أوليفر هنري نيلسون شوب سياسي أمريكي.
- 16 ديسمبر – بيرثا لامي فيشت مهندسة أمريكية.
- 20 ديسمبر – تشارلي غريبوين ممثل أمريكي.
- 22 ديسمبر – بينبردج كولبي سياسي أمريكي.

## وفيات

### مارس
- 25 مارس – إدوارد بيتس (مواليد 1793) سياسي أمريكي.

### يوليو
- 23 يوليو – هنري هاولاند كرابو (مواليد 1804) سياسي أمريكي.
- 30 يوليو – إسحاق توكي (مواليد 1792) سياسي أمريكي.

### سبتمبر
- 6 سبتمبر – جون آرون رولينز (مواليد 1831)
- 8 سبتمبر – وليام بي فيسيندين (مواليد 1806) سياسي أمريكي.
- 10 سبتمبر – جون بيل (مواليد 1796) سياسي أمريكي.

### أكتوبر
- 8 أكتوبر – فرانكلين بيرس (مواليد 1804) سياسي أمريكي.
- 31 أكتوبر – تشارلز ويكليف (مواليد 1788) سياسي أمريكي.

### نوفمبر
- 4 نوفمبر – جورج بيبودي (مواليد 1795)
- 11 نوفمبر – روبرت ج . وولكر (مواليد 1801) سياسي أمريكي.
- 12 نوفمبر – عاموس كيندال (مواليد 1789) سياسي أمريكي.

### ديسمبر
- 18 ديسمبر – جون جيه رون (مواليد 1794) سياسي أمريكي.
- 24 ديسمبر – إدوين ستانتون (مواليد 1814)